# Ptychadena gansi
Ptychadena gansi är en groddjursart som beskrevs av Laurent In Gans, Laurent och Hemchandra Pandit 1965. Ptychadena gansi ingår i släktet Ptychadena och familjen Ptychadenidae. IUCN kategoriserar arten globalt som livskraftig. Inga underarter finns listade i Catalogue of Life.